# Conexión compartida a Internet
Conexión compartida a Internet (Internet Connection Sharing o ICS en inglés) es el nombre de un servicio incorporado en el sistema operativo Windows de Microsoft a partir de la versión Windows 98 Second Edition para compartir la conexión a Internet de una computadora con otras computadoras en la misma red de área local. Utiliza DHCP y Network Address Translation (NAT).
Para compartir la conexión a Internet, en el servidor debe habilitarse ICS en Conexiones de red del Panel de control de Windows. La conexión compartida estará disponible para las otras máquinas por lo que otras computadoras se podrán conectar y utilizar la conexión compartida. 
ICS ofrece configuración para otros servicios estándares y configuración de NAT. No obstante, mientras ICS hace uso de DHCP, no hay forma de revisar la utilización de DHCP usando ICS. El servicio, además, no es adaptable en relación con los términos en los que las direcciones se utilizan para la sub-red interna, y no contiene previsiones para la limitación de ancho de banda u otras posibilidades comunes en sistemas más avanzados.